# Renodes nephrophora
Renodes nephrophora là một loài bướm đêm trong họ Erebidae.